# 9510 Gurnemanz
9510 Gurnemanz (5022 T-3) là một tiểu hành tinh vành đai chính.